# Аукціон
Аукціо́н чи авкціо́н (ліцита́ція, торги́, ціно́вка; нім. Auktion, від лат. auctio — збільшення ) — спеціально організований і періодично дієвий ринок продажу товарів, майна з публічного торгу покупцеві, який запропонував найвищу ціну. Може проводитись як у вигляді зібрання продавців і покупців в одному місці, так і в інтернеті, що називається онлайн-аукціоном.
На аукціоні можуть продаватися об'єкти нерухомості, антикваріат, витвори мистецтва тощо. Крім добровільних, аукціони можуть бути примусовими — за рішенням судових органів. Добровільні організуються власниками товарів з метою найвигіднішого їх продажу. Примусові влаштовуються відповідними органами з метою стягнення боргів, реалізації конфіскованих товарів, незапитаних і неоплачених вантажів, невикупленого з ломбардів майна тощо.
На фондовому ринку, коли кількість покупців і продавців невелика, а також при невеликій кількості пропонованих для продажу цінних паперів торгівля здійснюється за принципом простого аукціону. На розвинених фондових ринках торгівля цінними паперами відбувається за принципом подвійного аукціону.

## Подвійний аукціон
Організація торгівлі в цьому випадку передбачає одночасне надходження заявок на купівлю та продаж фінансових активів за певними цінами. Перед організаторами торгівлі ставиться завдання максимального задоволення вступників замовлень за прийнятними для учасників торгів цінами та забезпечення ефективного функціонування ринку.
Залежно від методів задоволення заявок учасників подвійний аукціон підрозділяється на залповий (онкольний) і безперервний.
Залповий аукціон припускає, що угоди відбуваються не постійно, а з певною періодичністю. Вступні (англ. on call) заявки протягом конкретного періоду часу накопичуються, обробляються, а потім задовольняються.
Залповий аукціон застосовується при недостатньо ліквідному ринку, коли угоди відбуваються нерегулярно, їх обсяги невеликі, а різниця в цінах відносно велика. Періодичність задоволення заявок («проведення залпів») визначається ліквідністю ринку. При ліквідному ринку залпи виробляються досить часто, при менш ліквідному — рідше.
Особливістю проведення залпового аукціону є визначення ціни аукціону, яка повинна бути єдиною для всіх учасників угоди.
Безперервний аукціон припускає, що одночасно здійснюється реєстрація цін на купівлю та продаж цінних паперів, які відбиваються на електронному табло для огляду всіма учасниками біржової торгівлі або заносяться в книгу замовлень. У ряді випадків аукціон проводиться за принципом «натовпу» (наприклад, Лондонська міжнародна біржа фінансових ф'ючерсів та опціонів), при якому брокери в спеціально відведених місцях «з голосу» укладають між собою угоди під контролем службовців біржі.
При безперервному аукціоні на електронному табло по кожному виду цінних паперів вказуються найкраща ціна на продаж (мінімальна ціна) і найкраща ціна на покупку (максимальна ціна), а також час вчинення останньої угоди.

## Види аукціонів

### Регулярні та нерегулярні
Регулярні аукціони проводяться спеціальними аукціонними фірмами щодо одного й тому самому місці чи кілька разів на рік, переважно у традиційне кожному за аукціону час. Нерегулярні аукціони проводяться, коли виникла потреба продажу товару, не отриманого у встановлений час зі складу, або товару, який іншим чином зірвалася знайти покупця.
Торги на аукціонах проводяться або з підвищенням ціни («англійський аукціон»), або зі зниженням («голландський аукціон»). Аукціонний торг з підвищенням ціни можна проводити «з голосу» чи з допомогою жестів. У першому випадку аукціонник оголошує номер лоту та називає початкову ціну, питаючи: «Хто субсидіює більше?». Покупці підвищують ціну на величину не нижчу від мінімальної надбавки (0,01—0,025 % початкової ціни). Якщо чергове підвищення цін не пропонується, то після тричі повтореного питання: «Хто субсидіює більше?» — лот вважається проданим тому, хто назвав останню ціну.
При негласному торзі покупці подають аукціоністу знаки про згоду підвищити ціну на заздалегідь встановлену надбавку. Аукціоніст, оголошуючи нову ціну, не називає покупця. На аукціоні зі зниженням ціни аукціонник знижує ціну на заздалегідь встановлені знижки. Лот набуває покупець, який перший скаже «так».
За характером товарів можна назвати три основні види аукціонів:
- Товарний аукціон — у якому продаються витвори мистецтва, ювелірні вироби, хутра, і навіть унікальні товари, існує підвищений попитом.
- Аукціон цінних паперів — купівля-продаж акцій, облігацій та інших.
- Валютний аукціон — у якому за національну валюту продається іноземна конвертована валюта.